# Delirium tremens
Delirium tremens, på dansk drankergalskab, er en tilstand som kan ramme alkoholikere timer til dage efter ophør med indtagelse af alkohol.
Typisk indledes tilstanden med udvikling af simple abstinenser præget af nervøsitet, ubehag, rysten, svedtendens, hjertebanken samt forhøjet puls, blodtryk og evt. temperatur.
Herefter kommer svingende bevidsthed, tidvis uklarhed og synshallucinationer, som kan være meget livlige ("lyserøde elefanter"). Patienten kan være angst og urolig og kan ikke sove. Tilstanden kaldes delirium eller delir.
Tilstanden kan delvist forklares som en gennem lang tid bedøvet hjernes reaktion på, at alkohol ikke længere kunstigt dæmper dens aktivitet. Den skyder så at sige "over målet". Krampeanfald kan ses under og efter delirium tremens. Ubehandlet har tilstanden en dødelighed på 10-20%.
Behandlingen består af beroligende medicin i en periode – typisk et langsomt omsætteligt benzodiazepin eller barbiturat.